# Nariño megye
Nariño Kolumbia egyik megyéje. Az ország délnyugati részén terül el, a Csendes-óceán partján. Székhelye San Juan de Pasto.

## Földrajz
Az ország délnyugati részén elterülő megye nyugaton és északnyugaton a Csendes-óceánnal, északon és északkeleten Cauca, délkeleten Putumayo megyével, délen pedig Ecuadorral határos. Északnyugati része partvidéki síkság, délkeleten viszont 4500 méter fölé emelkedő hegyei vannak.

## Gazdaság
Legfontosabb termesztett növényei a banán, a cukornád, a kókusz (az országos termelésnek közel felét adja) és a burgonya. Szintén nagy arányban részesül az országos mennyiségből a fokhagyma, a bab és az ulluco. Rendkívül fontos a tengerimalacok tenyésztése, ezeknek az állatoknak a bőrét használják fel. A szárnyasok közül a kacsát tartják legnagyobb számban. Az ipar bevételének legnagyobb része a tej- és a kávéfeldolgozásból származik.

## Népesség
Ahogy egész Kolumbiában, a népesség növekedése Nariño megyében is gyors, ezt szemlélteti az alábbi táblázat:
| Év             | Lakosság  |
| -------------- | --------- |
| 1985           | 1 085 173 |
| 1993           | 1 274 708 |
| 2005           | 1 541 956 |
| 2012 (becsült) | 1 701 782 |

## Turizmus, látnivalók
A megye egyik leghíresebb látványossága a Guáitara folyó mély völgye fölé épült, a megye címerében is szereplő Las Lajas bazilika.